# Д’Анджело, Нино
Нино Д’Анджело (итал. Nino D'Angelo; 21 июня 1957, около Неаполя) — итальянский певец, композитор и актёр. Родился в Сан-Пьетро Патиэрно (пригороде Неаполя). У семьи было трудное финансовое состояние, поэтому он бросил школу и рано начал работать. Его первый альбом Storia Mia (Моя история) был издан за собственные деньги. Альбом практически сразу стал хитом (особенно на Сицилии).

## Личная жизнь
В 1979 году женился на Анне-Марии, от которой у него было два сына: Антонио и Винченцо.

## Дискография
- 1976 A storia mia
- 1977 Nino D’Angelo vol.2
- 1978 Nino D’Angelo vol.3
- 1979 ’A parturente
- 1980 Celebrità
- 1981 ’A discoteca
- 1982 Nu jeans e ’na maglietta
- 1982 Storia
- 1983 Sotto e’ stelle
- 1984 Forza campione
- 1985 Nino D’Angelo
- 1986 Cantautore
- 1984 Eccomi qua
- 1987 Tema d’amore
- 1986 Fotografando l’amore
- 1987 Cose di cuore
- 1988 Il cammino dell’amore
- 1988 Le canzoni che cantava mammà
- 1989 Inseparabili
- 1990 Amo l’estate
- 1991 E la vita continua
- 1992 Bravo ragazzo
- 1993 Tiempo
- 1994 Musicammore
- 1995 ’A neve e ’o sole
- 1997 A nu pass d’’a città
- 1997 Tano da morire
- 1999 Stella ’e matina
- 2000 Aitanic
- 2001 Terra Nera
- 2002 La festa
- 2003 ’O schiavo e ’o rre
- 2004 Cuore
- 2005 Il ragù con la guerra
- 2007 Gioia Nova
- 2010 Jammo Já
- 2012 Tra Terra e Stelle